# Heliacus verdensis
Heliacus verdensis is een slakkensoort uit de familie van de Architectonicidae. De wetenschappelijke naam van de soort is voor het eerst geldig gepubliceerd in 1984 door Bieler.